# Ружана (Зомбковицький повіт)
Ружана (пол. Różana) — село в Польщі, у гміні Стошовиці Зомбковицького повіту Нижньосілезького воєводства.
Населення — 139 осіб (2011).
У 1975-1998 роках село належало до Валбжиського воєводства.

## Демографія
Демографічна структура станом на 31 березня 2011 року:
|          | Загалом | Допрацездатний вік | Працездатний вік | Постпрацездатний вік |
| -------- | ------- | ------------------ | ---------------- | -------------------- |
| Чоловіки | 66      | 13                 | 47               | 6                    |
| Жінки    | 73      | 18                 | 44               | 11                   |
| Разом    | 139     | 31                 | 91               | 17                   |